# Phaeosphaeria macrosporidium
Phaeosphaeria macrosporidium är en svampart som först beskrevs av E.B.G. Jones, och fick sitt nu gällande namn av Shoemaker & C.E. Babc. 1989. Phaeosphaeria macrosporidium ingår i släktet Phaeosphaeria och familjen Phaeosphaeriaceae.   Inga underarter finns listade i Catalogue of Life.